# Robert J. Bentley
Robert Julian Bentley (født 3. februar 1943 i Columbiana, Alabama) er en amerikansk politiker, der var den 53. guvernør i den amerikanske delstat Alabama. Han er medlem af det Republikanske parti.
Bentley vandt i efteråret 2010 guvernørvalget over sin demokratiske modkandidat Ron Sparks. Robert Bentley blev 17. januar 2011 taget i ed som Alabamas 53. guvernør, hvor han afløste partifællen Bob Riley.
Bentley trådte tilbage som guvernør i Alabama den 10. april 2017, med øjeblikkelig virkning, efter at have erklæret sig skyldig i at have brugt statens midler, i forsøget på at skjule en affære med en tidligere medarbejder. Han blev efterfulgt af viceguvernøren Kay Ivey.